# Rocksprings (Texas)
Rocksprings település az Amerikai Egyesült Államok Texas államában, Edwards megyében, melynek megyeszékhelye is. Lakosainak száma 874 fő (2020. április 1.).

## Népesség
A település népességének változása:

| 2010 | 1 182 |
| 2020 | 874   |